# Dytíkovití
Dytíkovití (Burhinidae) je malá čeleď dlouhokřídlých ptáků. Zahrnuje pouze dva rody, přičemž oba nesou v českém jazyce pojmenování dytík.

## Výskyt
Zástupci dytíkovitých jsou rozšířeni od Britských ostrovů přes evropský kontinent až po nejjižnější regiony jižní Afriky. Směrem na východ areál výskytu dytíkovitých sahá přes Blízký východ až po Čínu, jihovýchodní Asii a Austrálii. Dva druhy, dytík dvoupruhý (Burhinus bistriatus) a dytík bledý (Burhinus superciliaris), žijí ve Střední a Jižní Americe.
Dytíkové jsou obyvateli sušších oblastí, jako je křovinatá až otevřená travnatá krajina, otevřené savanové lesy, případně polopouštní či pouštní stanoviště. Některé druhy nevyžadují zvláštní přítomnost vodních toků, jiné žijí v blízkosti řek. Mnoho dytíků se přizpůsobilo zemědělské krajině.
Jediným českým zástupcem čeledi je dytík úhorní (Burhinus oedicnemus), jde však převážně pouze o protahující druh.

## Popis
Dytíkovití dosahují velikosti 32–59 cm a hmotnosti až 1,13 kg. Svým vzhledem se nápadně podobají dropovitým. Vyznačují se širokým, objemným tělem, dlouhým ocasem a štíhlým krkem. Hlava je poměrně robustní, zakulacená. Nese velké žluté oči. Končetiny jsou dlouhé a silné, se zvýrazněným kloubem mezi holení a běhákem. Jejich nositelé bývají většinou schopnými běžci a žijí na zemi, ačkoli jsou schopni i letu. Chodidla nesou tři krátké, ale silné prsty. Zbarvení je obecně nenápadné, slouží jako maskování v otevřené krajině. Neobjevuje se výrazný pohlavní dimorfismus, zbarvení juvenilů je podobné dospělému opeření.

## Biologie
Dytíkovití jsou noční až soumrační ptáci, přes den zůstávají tiší a teprve s příchodem večera se ozývají pronikavým voláním, jež se může nést na velké vzdálenosti. Hnízdí většinou osamoceně v párech, dytík africký (Burhinus senegalensis) polokoloniálně. Doba rozmnožování závisí na zeměpisné šířce. Druhy ze severních oblastí obyčejně hnízdí na konci jara, tropické druhy mohou hnízdit celoročně, nicméně vhodná doba závisí především na úrovni hladiny místních řek a jezer. Vajíčka jsou kladena na zem, snůška většiny druhů čítá pár vajec.
Potravu většiny dytíkovitých tvoří hmyz a drobní bezobratlí, případně i menší obratlovci a ptačí vejce.